# Liste der Generalsuperintendenten, Generalpröpste, Pröpste und Bischöfe der lutherischen Kirche für Holstein
Das Amt des geistlichen Leiters in Holstein für die lutherische Kirche wechselte verschiedentlich die Bezeichnung. Ab 1541 übernahm der Propst zu Itzehoe die Aufsicht über alle Kirchen im Herzogtum Holstein. Es folgten verschiedene Aufteilungen und Fusionen der Amtsbereiche der geistlichen Leiter.

## Hinweis zu den Amtsbezeichnungen und -bereichen
Christian III. von Schleswig und Holstein, der als Mitregent seines Vaters König Friedrichs I. von Dänemark und Norwegen als Herzog in Schleswig und Holstein regierte, hatte bereits ab 1523 in seinen schleswigschen Besitzungen die Reformation befördert. Zwischen 1533 und 1544 regierte Christian III. die Herzogtümer Holstein und Schleswig allein und erlangte nach dem Erbfolgestreit auch Dänemark (1534) und Norwegen (1537). In allen vier Ländern setzte er 1537 die Reformation zum Luthertum durch. 1542 erließ er die von Johannes Bugenhagen entworfene Kirchenordnung für Holstein und Schleswig. Dadurch verlor das römisch-katholische Erzbistum Bremen, in vielen praktischen Fragen vertreten durch seine Hamburger Domherren vom dortigen separaten Domkapitel, seinen Einfluss in Holstein. Der Katholizismus blieb, bis 1559 Graf Otto IV. von Schaumburg und Holstein-Pinneberg zum Luthertum übertrat, noch im Teilstaat Holstein-Pinneberg vorherrschend, das 1640 Teil Holsteins königlichen Anteils wurde.
1544 teilten König Christian III. und seine Brüder Herzog Johann II. und Herzog Adolf I. die landesherrlichen Einkünfte aus den Herzogtümern Holstein und Schleswig untereinander zu gleichen Teilen auf und vereinbarten zugleich eine dreisame, ab Johanns erbenlosem Tode 1580 nur noch zweisame gemeinschaftliche Regierung der Herzogtümer durch das königlich dänische Haus Oldenburg und die bei der Teilung begründete Nebenlinie des Hauses Schleswig-Holstein-Gottorf. Die jeweiligen fiskalischen Einzugsgebiete, territorial zersplittert, aber bei Teilung von den Einkünften her gesehen gleich, nannte man fortan Holstein königlichen Anteils und Holstein herzoglichen Anteils, daneben bestand noch bis 1580 Herzog Johanns Anteil in Holstein.
1545 schuf Herzog Johann II. für die Kirchengemeinden seines Anteils das Amt des Generalpropstes für Holstein Herzog Johanns Anteils. 1549 folgte Herzog Adolf I. seinem Beispiel und schuf auch für die Kirchengemeinden seines Anteils das Amt eines Generalpropstes für Holstein herzoglichen Anteils. Der königliche Propst zu Itzehoe war damit nur noch für die lutherischen Kirchengemeinden in Holstein königlichen Anteils zuständig.
1559 unterwarfen die drei Brüder das bislang unabhängige Dithmarschen, teilten das Land unter sich in drei Teile und lösten die 1523 gegründete dithmarsische Landeskirche, die 1533 das lutherische Bekenntnis angenommen hatte, auf. Die dithmarsischen Kirchengemeinden wurden jeweils den zuständigen herzöglichen Generalpröpsten bzw. dem königlichen Propst zu Itzehoe unterstellt. Nach Johanns II. erbenlosem Tode teilten Adolf I. und Christian III. seinen Anteil untereinander zu gleichen Teilen.
Die herzoglichen Generalpröpste waren ab Schaffung dieser Ämter für alle lutherischen Kirchengemeinden im gesamten Bereich des jeweiligen Landesherrn, also grenzüberschreitend sowohl in Holstein als auch Schleswig zuständig. Der Propst zu Itzehoe amtierte dagegen zunächst nicht für Kirchengemeinden in Schleswig, denn dort wirkten – mit Unterbrechung – bis 1624 noch lutherische Bischöfe, Tilemann von Hussen, Friedrich von Dänemark, jüngster Bruder Christians III., Johanns II. und Adolfs I., welch letzterer Friedrich im Bischofsamt folgte. Zuletzt hatte Christians III. Enkel Ulrich von Dänemark das Bischofsamt (1602–1624) inne.
Ab 1636 firmierten herzoglicher Generalpropst und königlicher Propst beide als Generalsuperintendenten Holsteins herzoglichen bzw. königlichen Anteils. Ab dem letzten Drittel des 17. Jahrhunderts waren die Generalsuperintendenten für Holstein herzoglichen und königlichen Anteils nicht mehr immer simultan in gleicher Funktion für Schleswig berufen. 1784 wurden die Amtsbereiche des Generalsuperintendenten für Holstein herzoglichen und königlichen Anteils zu einer Generalsuperintendentur für Holstein zusammengelegt. Zwischen 1855 und 1871 und seit 1925 führt der leitende lutherische Geistliche den Titel eines Bischofs. Zwischen 1855 und 1867 hieß der bischöfliche Amtsbereich – wie auch in Dänemark üblich – Stift Holstein. Während der österreichischen Besetzung 1864–1866 kam es nicht zu Veränderungen.
1868, ein Jahr nach der preußischen Annexion Holsteins und Schleswigs als Provinz Schleswig-Holstein wurden die lutherischen Gemeinden der Provinz in der neuen Evangelisch-Lutherischen Landeskirche Schleswig-Holsteins zusammengefasst, eine der anerkannten protestantischen Landeskirchen im preußischen Staate, der das landesherrliche Kirchenregiment (Summepiskopat) innehatte. Ab 1871 führte der leitende Geistliche nun wieder die Amtsbezeichnung Generalsuperintendent für Holstein. Durch die Trennung von Staat und Religion gemäß der Weimarer Verfassung erlosch das landesherrliche Kirchenregiment.
Die neue Kirchenordnung der Landeskirche Schleswig-Holsteins von 1925 trug dem Rechnung. U.a. führten die leitenden Geistlichen jetzt wieder die Amtsbezeichnung Bischof für Holstein, neben einem Bischof für Schleswig. Im Jahr 1933 wurde der Bischof für Holstein von der Mehrheit der nationalsozialistischen Deutschen Christen in der Landessynode abgesetzt. Bis 1945 bestand nun das Amt eines Landesbischofs von Schleswig-Holstein. 1946 fand die Landeskirche zur alten Kirchenordnung zurück und ein neuer Bischof für Holstein wurde berufen. 1977 fusionierte die Landeskirche Schleswig-Holsteins mit drei weiteren lutherischen Landeskirchen zur Nordelbischen Evangelisch-lutherischen Kirche, wobei der Amtsbereich des Bischofs um die Kirchgemeinden der ehemaligen Landeskirchen Eutins und Lübecks zum Sprengel Holstein-Lübeck erweitert wurde, während seine südlichen Bereiche an den Sprengel Hamburg gingen. 2008 wurde der Sprengel Schleswig und Holstein geschaffen, neben dem Sprengel Hamburg und Lübeck.

## Pröpste und Generalpröpste bis 1580
| Holstein königlichen Anteils                                            | Holstein königlichen Anteils | Holstein königlichen Anteils                                                  | Holstein Herzog Johanns Anteils | Holstein Herzog Johanns Anteils                 | Holstein Herzog Johanns Anteils | Holstein herzoglichen Anteils | Holstein herzoglichen Anteils | Holstein herzoglichen Anteils |
| ----------------------------------------------------------------------- | ---------------------------- | ----------------------------------------------------------------------------- | ------------------------------- | ----------------------------------------------- | --- | ----------------------------- | ----------------------------- | --- |
| 1541–1557                                                               | Johannes Anthoni             | Propst zu Itzehoe, Aufseher über alle königlichen Kirchen                     | 1545–1553                       | Vincentius Alberti (aus Leeuwarden, 1553†)      | Generalpropst für Herzog Johanns Anteil (H.J.A.), zugleich Visitator in Nordstrand, von 1549 an auch Pastor und Propst zu Tondern                             | 1549–1562                     | Volquard Jonas                | Generalpropst für Holstein herzoglichen Anteils (H.h.A.) und Schleswig herzoglichen Anteils (S.h.A.), Hofprediger auf Schloss Gottorf, trat zurück zu Gunsten eines Pastorats in Garding |
| 1557–1559                                                               | Johannes Bulichius           | Propst zu Itzehoe                                                             | 1554–1560                       | Johannes Vorstius                               | Generalpropst (H.J.A.), zugleich Propst zu Hadersleben, wechselte dann in königliche Dienste als Pastor in Itzehoe, Propst am Münsterdorfischen Konsistoriums | 1549–1562                     | Volquard Jonas                | Generalpropst für Holstein herzoglichen Anteils (H.h.A.) und Schleswig herzoglichen Anteils (S.h.A.), Hofprediger auf Schloss Gottorf, trat zurück zu Gunsten eines Pastorats in Garding |
| 1559–1599                                                               | Johannes Vorstius            | Propst zu Itzehoe, bis dahin Generalpropst für Herzog Johanns Anteil (H.J.A.) | 1560–1569                       | Georgius Boëthius Agricola                      | Generalpropst (H.J.A.), zugleich Propst zu Hadersleben und schon ab 1553 Propst über Nordstrand                                                               | 1562–1593                     | Paul von Eitzen               | Generalpropst (H.h.A., S.h.A.), zudem Oberhofprediger zu Gottorf, zurückgetreten |
| 1559–1599                                                               | Johannes Vorstius            | Propst zu Itzehoe, bis dahin Generalpropst für Herzog Johanns Anteil (H.J.A.) | 1569–1573                       | Vakanz, vergebliche Werbung um Lucas Bacmeister | Peter Boëthius, Pastor zu Königsbüll auf Strand, und H. Tast, Pastor zu Bupsee auf Strand, als Vicepröpste                                                    | 1562–1593                     | Paul von Eitzen               | Generalpropst (H.h.A., S.h.A.), zudem Oberhofprediger zu Gottorf, zurückgetreten |
| 1599–1601                                                               | Vakanz                       |                                                                               | 1573–1580                       | Georgius Schröder                               | Generalpropst (H.J.A.), Pastor zu Hadersleben, zugleich Propst zu Hadersleben und über Nordstrand                                                             | 1562–1593                     | Paul von Eitzen               | Generalpropst (H.h.A., S.h.A.), zudem Oberhofprediger zu Gottorf, zurückgetreten |
| 1580 teilten sich Adolf I. und Christian III. in Herzog Johanns Anteil. |                              |                                                                               |                                 |                                                 | |                               |                               | |

## Pröpste, Generalpröpste und Generalsuperintendenten 1580 bis 1784
| 1601–1623 | Matthias Clodius (Mark, * 1560, † 16. Oktober 1623)                                                                                             | Propst zu Itzehoe | 1593–1610 | Jacob Fabricius der Ältere  | Generalpropst (H.h.A., S.h.A.), Hofprediger auf Gottorf, entlassen                                                       |
| 1623–1632 | Detlev Meier (Flensburg, * November 1582, † 1653 in Aurich)                                                                                     | Propst zu Itzehoe, wegen behaupteten Kryptocalvinismus entlassen | 1610–1616 | Philipp Caesar              | Generalpropst (H.h.A., S.h.A.), Hofprediger auf Gottorf, als Kryptocalvinist des Landes verwiesen                        |
| 1632–1636 | Vakanz | | 1616–1640 | Jacob Fabricius der Ältere  | Generalpropst (H.h.A., S.h.A.), Hofprediger auf Gottorf, wieder eingesetzt, ab 1636 mit dem Titel Generalsuperintendent  |
| 1636–1668 | Stephan Klotz, (auch Clotzius; Lippstadt, 13. September 1606–13. Mai 1668, Flensburg)                                                           | Generalsuperintendent für Holstein königlichen Anteils (H.k.A.), Sitz: Flensburg, zugleich dort Propst und Pastor; nach 1640 auch für die Herrschaft Pinneberg zuständig        | 1640–1645 | Jacob Fabricius der Jüngere | Gen.Supt. (H.h.A., S.h.A.), schon ab 1622 Hofprediger-Adjunkt auf Gottorf und Generalpropst-Adjunkt                      |
| 1636–1668 | Stephan Klotz, (auch Clotzius; Lippstadt, 13. September 1606–13. Mai 1668, Flensburg)                                                           | Generalsuperintendent für Holstein königlichen Anteils (H.k.A.), Sitz: Flensburg, zugleich dort Propst und Pastor; nach 1640 auch für die Herrschaft Pinneberg zuständig        | 1645–1673 | Johann Reinboth             | Gen.Supt. (H.h.A., S.h.A.), zugleich Propst von Husum und Gottorf                                                        |
| 1668–1674 | Johan(n) Hudemann, (Wewelsfleth, 12. Oktober 1606–24. März 1678)                                                                                | Gen.Supt. (H.k.A.), zugleich Pastor in Crempe und Propst von Münsterdorf, Segeberg und Pinneberg, ab 1673 auch Generalsuperintendent für Schleswig königlichen Anteils (S.k.A), | 1645–1673 | Johann Reinboth             | Gen.Supt. (H.h.A., S.h.A.), zugleich Propst von Husum und Gottorf                                                        |
| 1678–1684 | Christian von Stökken (auch Støcken, Stöcken, oder Stöken)                                                                                      | Gen.Supt. (H.k.A., S.k.A.), ab 1677 schon Vice-Gen.Supt., sowie Pastor und Propst von Rendsburg                                                                                 | 1674–1684 | Sebastian Niemann           | Gen.Supt. (H.h.A), zugleich Oberhofprediger auf Gottorf, Propst zu Gottorf und Trittau, ab 1674 schon Gen.Supt. (S.h.A.) |
| 1684–1687 | Herrmann Erdmann | Gen.Supt. (H.k.A.), Sitz: Glückstadt, seit 1640 Sitz der Regierung (H.k.A.) | 1684–1697 | Caspar Herrmann Sandhagen   | Gen.Supt. (H.h.A.), zugleich Oberhofprediger auf Gottorf                                                                 |
| 1688–1689 | Just(us) Valentin Stemann | Gen.Supt. (H.k.A.), sowie Kirchenrat zu Glückstadt | 1684–1697 | Caspar Herrmann Sandhagen   | Gen.Supt. (H.h.A.), zugleich Oberhofprediger auf Gottorf                                                                 |
| 1689–1709 | Josua Schwartz (auch Schwarz; Waldau in Pommern, jetzt Wałdowo, ein Ortsteil von Sępólno Krajeńskie, 5. Februar 1632–6. Januar 1709, Rendsburg) | Gen.Supt. (H.k.A.), sowie Kirchenrat, Propst zu Flensburg und Rendsburg, ab 1684 schon Gen.Supt. (S.k.A), Sitz ab 1693: Rendsburg                                               | 1698–1733 | Hinrich Muhlius             | Gen.Supt. (H.h.A.), zugleich Oberhofprediger auf Gottorf, bis 1714 zugleich Gen.Supt. für Schleswig herzoglichen Anteils |
| 1709–1721 | Theodor Dassov | Gen.Supt. (H.k.A., S.k.A), ab 1713 auch Gen.Supt. Schleswig herzoglichen Anteils (S.h.A), damit Gen.Supt. für ganz Schleswig                                                    | 1698–1733 | Hinrich Muhlius             | Gen.Supt. (H.h.A.), zugleich Oberhofprediger auf Gottorf, bis 1714 zugleich Gen.Supt. für Schleswig herzoglichen Anteils |
| 1721–1724 | Thomas Clausen | Gen.Supt. (H.k.A., Schleswig), zugleich Propst von Gottorf, Rendsburg und Eiderstedt                                                                                            | 1698–1733 | Hinrich Muhlius             | Gen.Supt. (H.h.A.), zugleich Oberhofprediger auf Gottorf, bis 1714 zugleich Gen.Supt. für Schleswig herzoglichen Anteils |
| 1724–1728 | Andreas Hoyer (auch Hojer; Karlum, 16. Mai 1654–10. Juli 1728, Rendsburg)                                                                       | Gen.Supt. (H.k.A., Schleswig), zugleich Propst von Eiderstedt, Flensburg, Gottorf, Husum, Rendsburg und Schwabstedt, bereits ab 1694 Vicepropst                                 | 1698–1733 | Hinrich Muhlius             | Gen.Supt. (H.h.A.), zugleich Oberhofprediger auf Gottorf, bis 1714 zugleich Gen.Supt. für Schleswig herzoglichen Anteils |
| 1729–1747 | Georg Johannes Conradi | Gen.Supt. (H.k.A., Schleswig), zugleich Propst von Eiderstedt, Flensburg, Gottorf, Husum, Rendsburg und Schwabstedt                                                             | 1733–1735 | Georg Heinrich Reimarus     | Gen.Supt. (H.h.A), zugleich Vizepräsident im Oberkonsistorium                                                            |
| 1729–1747 | Georg Johannes Conradi | Gen.Supt. (H.k.A., Schleswig), zugleich Propst von Eiderstedt, Flensburg, Gottorf, Husum, Rendsburg und Schwabstedt                                                             | 1735–1748 | Anton Caspar Engel          | Gen.Supt. (H.h.A), zugleich Ordensabt                                                                                    |
| 1747–1757 | Jeremias Friedrich Reuß | Gen.Supt. (H.k.A., Schleswig), zugleich Propst von Eiderstedt, Flensburg, Gottorf, Husum, Rendsburg und Schwabstedt, trat zu Gunsten einer Professur in Tübingen zurück         | 1749–1766 | Gustav Christoph Hoßmann    | Gen.Supt. (H.h.A), zugleich Oberkonsistorialrat und Kirchenrat                                                           |
| 1759–1791 | Adam Struensee | Gen.Supt. (Holstein, Schleswig), zugleich Oberkonsistorialrat, bis 1784 schon Gen.Supt. (H.k.A., Schleswig)                                                                     | 1766–1784 | Friedrich Franz Hasselmann  | Gen.Supt. (H.h.A), zugleich Pastor zu Neumünster,                                                                        |
| Das herzogliche Haus Schleswig-Holstein-Gottorf hatte seinen Anteil an Holstein 1773 im Tausch gegen die Grafschaft Oldenburg an das königliche Haus Oldenburg abgetreten, nach Hasselmanns Tode wurden die Generalsuperintendenturen vereint. | | |           |                             | |

## Generalsuperintendenten und Bischöfe seit 1784
| Lutherische Kirche in Holstein | Lutherische Kirche in Holstein           | Lutherische Kirche in Holstein |
| --- | ---------------------------------------- | --- |
| 1759–1791 | Adam Struensee                           | Gen.Supt. (Holstein, Schleswig), zugleich Oberkonsistorialrat, bis 1784 schon Gen.Supt. (H.k.A., Schleswig) |
| 1792–1806 | Johann Leonhard Callisen                 | Gen.Supt. (Holstein), zugleich Oberkonsistorialrat |
| 1806–1834 | Jacob Georg Christian Adler              | Gen.Supt. (Holstein) interimistisch, seit 1792 schon Gen.Supt. (Schleswig), zugleich Oberkonsistorialrat, ab 1798 Schlossprediger auf Gottorf, ferner Träger des Großkreuzes des Dannebrogordens, später zudem als Dannebrogsmænd (DM) ausgezeichnet.                                                                                                |
| 1835–1855 | Johann Carl Julius Herzbruch (1779–1866) | Gen.Supt. (Holstein), Sitz: Glückstadt; zugleich Oberkonsistorialrat, 1818 Feldprediger der dänischen Okkupationsarmee in Frankreich, Schloss- und Garnisonsprediger in Glückstadt (August 1818–Dezember 1835), Ritter vom Dannebrogorden (ab 1826), Dannebrogsmaend (1836), Kommandeur vom Dannbrog (1840), mit Wirkung vom 2. Mai 1855 pensioniert |
| Stift Holstein (bis 1867) |                                          | |
| 1855–1871 | Wilhelm Heinrich Koopmann (1814–1871)    | Bischof für Holstein, Sitz: Altona |
| Sprengel Holstein (ab 1867) der Evangelisch-Lutherischen Landeskirche Schleswig-Holstein                                          |                                          | |
| 1855–1871 | Wilhelm Heinrich Koopmann                | Bischof für Holstein, Sitz: Altona; Koopmann wurde von der österreichischen und später preußischen Besatzungsmacht im Amt belassen und amtierte ab 1867 für die Luth. Landeskirche Schleswig-Holsteins |
| 1872–1891 | Andreas Detlef Jensen (1826–1899)        | Gen.Supt., Sitz: Kiel; nicht jedoch für das Gebiet der 1877 eingegliederten lutherischen Landeskirche des vormaligen Herzogtums Lauenburg, das weiter den eigenen von (Landes-)Superintendenten geleiteten Sprengel Lauenburg bildete |
| 1891–1899 | Justus Ruperti (1833–1899)               | Gen.Supt., Sitz: Kiel; nicht zuständig für den Sprengel Lauenburg |
| 1900–1912 | D. Ernst Wallroth (1851–1912)            | Gen.Supt., Sitz: Kiel; nicht zuständig für den Sprengel Lauenburg |
| 1912–1917 | Peter Friedrich Petersen (1856–1930)     | Gen.Supt., Sitz: Kiel; nicht zuständig für den Sprengel Lauenburg; 1917–1925 Gen.Supt. für Schleswig |
| 1917–1933 | Adolf Mordhorst                          | Gen.Supt., ab 1924 Bischof für Holstein, Sitz: Kiel; nicht zuständig für den Sprengel Lauenburg; 1933 abgesetzt |
| 1933–1946 | Vakanz                                   | Landesbischof für Schleswig-Holstein, Adalbert Paulsen, Rücktritt 1945 |
| 1946–1964 | D. Wilhelm Halfmann                      | Bischof für Holstein, Sitz: Kiel; nicht zuständig für den Sprengel Lauenburg |
| 1964–1981 | Friedrich Hübner                         | Bischof für Holstein, Sitz: Kiel; nicht zuständig für den Sprengel Lauenburg |
| Sprengel Holstein-Lübeck der Nordelbischen Evangelisch-Lutherischen Kirche                                                        |                                          | |
| 1964–1981 | Friedrich Hübner                         | Bischof für den Sprengel Holstein-Lübeck (mit Eutin), Sitz: Lübeck; ab 1979 einschließlich Sprengel Lauenburg |
| 1981–1991 | Ulrich Wilckens                          | Bischof für Holstein-Lübeck, Sitz: Lübeck |
| 1991–2001 | Karl Ludwig Kohlwage                     | Bischof für Holstein-Lübeck, Sitz: Lübeck |
| 2001–2008 | Bärbel Wartenberg-Potter                 | Bischöfin für Holstein-Lübeck, Sitz: Lübeck |
| Sprengel Schleswig und Holstein (Holstein ohne Lübeck und Lauenburg) der Nordelbischen Evangelisch-Lutherischen Kirche (bis 2012) |                                          | |
| 2008–2014 | Gerhard Ulrich                           | Bischof für Schleswig und Holstein (ab Oktober), Sitz: Schleswig; zuvor schon Bischof für Schleswig (2009–2014 kommissarisch vertreten durch Gothart Magaard) |
| Sprengel Schleswig und Holstein (ohne Lübeck und Lauenburg) der Evangelisch-Lutherischen Kirche in Norddeutschland (ab 2012)      |                                          | |
| 2008–2014 | Gerhard Ulrich                           | Bischof für Schleswig und Holstein, Sitz: Schleswig (2009–2014 kommissarisch vertreten durch Gothart Magaard) |
| 2014– | Gothart Magaard                          | Bischof für Schleswig und Holstein, Sitz: Schleswig (2009–2014 schon kommissarisch) |